# Мисс Бутан
Мисс Бутан — национальный конкурс красоты, который ежегодно проходит в Королевстве Бутан, одной из самых изолированных стран мира. Конкурс Мисс Бутан организовывает кинокомпания MPC Bhutan Entertainment.
Победительница первого конкурса Мисс Бутан, Цоки Цомо Карчунг (англ. Tsokye Tsomo Karchung), приняла участие в конкурсе Мисс Земля 2008, ежегодном международном конкурсе красоты, который содействует борьбе с загрязнением окружающей среды.
С 2010 года каждая победительница участвует не только в конкурсе Мисс Земля, но также может представлять Бутан и на других международных конкурсах красоты, таких как Мисс Интернешнл и Мисс Мира, на основе приглашения от соответствующей международной организации конкурса красоты.
Победительница конкурса Мисс Бутан получает денежный приз в размере 100 000 нгултрумов и корону, изготовленную в Индии, стоимостью также 100 000 нгултрумов.
На первом конкурсе Мисс Бутан, проходившем в 2008 году, было зарегистрировано 77 конкурсанток со всей страны, но только 20 из них были допущены к финалу. Финал конкурса Мисс Бутан 2008 состоялся в крупнейшем зале страны 10 октября. Первой мисс Бутан стала 24-летняя Tshoki Tshomo Karchung, которая также была награждена титулами «Мисс фотогеничность» и «Мисс талант».